# ソール頌歌
『ソール頌歌』（ソールしょうか、Þórsdrápa）とは、10世紀後半にスカンディナヴィアのヤールのハーコン・シグルザルソンに仕えた詩人、エイリーヴル・ゴズルーナルソンが謡ったスカルド詩である。『ソール神頌歌』（ソールしんしょうか）、『トール讃歌』（トールさんか）とも。895年頃の作品とされる。
この詩はケニングの創造的使用や、その他隠喩に富んだ、入り組んだ複雑な表現で知られる。北欧神話の物語を含んでいる数少ないスカルド詩の一つでもある。

## 内容
この詩の目的は、トール（ソール）がいかにしてミョルニルを手に入れたか、そしてトールが登場する神話でたびたび言及される、巨人たちがどのようにしてトールに敗れたかを物語ることである。もちろんその原因はロキであり、彼はトールを騙し巨人ゲイルロズルと対決させる。女巨人グリーズルからの魔法の品々の援助を受け、トールとお付きのシャールヴィはゲイルロズルを打ち破り、他の巨人たちを倒す。
物語は、トールを再び巨人との戦いに煽り立てるロキの謀り言の描写から始まる。シャールヴィはトールに同行するが、ロキは最後まで同行を渋る。その後、トールが腰帯に掴まったシャールヴィと共にヨトゥンヘイムの海を渡る場面が（非常に暗喩的だが）詳細に物語られる。讃歌のこの部分は、困難な渡海をやり遂げたトールとシャールヴィの勇敢さを讃える文章に溢れている。
海を渡った後、彼らはすぐさまゲイルロズルの洞窟からやってきた巨人の一味に取り囲まれたが、トールとシャールヴィは素早く飛び上がった。ゲイルロズルの館に着くと、トールが座っていた椅子が持ち上がり天井で押し潰そうとしたが、トールはグリーズルから貰った棍で天井を破壊し、足下にいた2人のゲイルロズルの娘を踏み潰しながら降り立った。
ゲイルロズルはトールを遊戯に誘い、熱で熔けた鉄塊を投げつけるが、鉄の手袋をはめたトールは鉄塊を受け止める。それを見たゲイルロズルは柱の裏に隠れるが、トールは鉄塊を投げ返し、ゲイルロズルを柱もろとも打ち貫いた。

## 類似の伝承
この詩に登場する神話はスノッリ・ストゥルルソンの『エッダ』第2部『詩語法』にも残されており、またサクソ・グラマティクスの『デンマーク人の事績』「第8の書」にも似た挿話がある。しかしこの詩の神話とスノッリによる神話との間にはいくつか相違点が存在する。たとえばシャールヴィはこの詩の中では大きな役割を果たしているが、『詩語法』におけるゲイルロズルの神話にシャールヴィは登場しない。

## その他の『ソール頌歌』
この詩の他、2篇の詩（の断片）もまた『ソール頌歌』と呼ばれることがある。
- エイステイン・ワルダソン(en) によって10世紀に書かれた詩。半聯が3つ残っている。ヨルムンガンドを狩るためにトールが魚釣りの旅に出る話。
- ソルビョルン・ディーザルスカールド(en) によって10世紀から11世紀あたりに詠まれた詩。聯が1つと行が2つ残っている。トールに殺された巨人の名前が並べられている。

これら2篇の詩は、いずれも「詩語法」の中にのみ残されている。